# Castianeira flavimaculata
Castianeira flavimaculata är en spindelart som beskrevs av Hu, Song och Zheng 1985. Castianeira flavimaculata ingår i släktet Castianeira och familjen flinkspindlar. Inga underarter finns listade.